# Pommes frites
 Der er for få eller ingen kildehenvisninger i denne artikel, hvilket er et problem. Du kan hjælpe ved at angive troværdige kilder til de påstande, som fremføres i artiklen.

Pommes frites (af fransk, 'stegte kartofler') eller pomfritter er en ret af kartofler i firkantede stave stegt i friture eller ovn og krydret med husholdningssalt.
Der er usikkerhed om, hvor pommes frites stammer fra. I Belgien mener de, at retten er opfundet dér. Andre mener, at retten stammer fra Tyskland eller Frankrig (deraf det engelske navn French fries). 
Især i fastfood er pommes frites populære som tilbehør til burgere, fiskefilet, grillkylling m.m. Men pommes frites bruges også ofte som tilbehør til mere traditionelle retter som fx bøffer og steak. 
Pommes frites findes i flere varianter:
- normal tykkelse
- bølget
- tynde (pommes strips)
- ekstra tykke (pommes gigant)
- kartoffelbåde

Mange vælger at dyppe pommes frites i dyppelse, saucer eller dressinger som:
- Pommes frites-sauce (kan dække over forskellige former for dressinger)
- Ketchup
- Remoulade
- Salatmayonnaise
- Béarnaise
- Thousand Island-dressing
- Chili-sauce
- Burgerdressing

| Mad og drikke | Spire Denne artikel om mad og drikke er en spire som bør udbygges. Du er velkommen til at hjælpe Wikipedia ved at udvide den. |